# HD 215030
HD 215030，又名BD+40 4885，SAO 52270、HR 8643，是一颗恒星，视星等为5.94，位于銀經98.35，銀緯-15.04，其B1900.0坐标为赤經22h 37m 7.8s，赤緯+41° -15.04′ 29″。